# Dashizhai
Dashizhai (kinesiska: 大石寨, 大石寨镇) är en köping i Kina. Den ligger i den autonoma regionen Inre Mongoliet, i den norra delen av landet, omkring 990 kilometer nordost om regionhuvudstaden Hohhot. Antalet invånare är 33130. Befolkningen består av 16 030 kvinnor och 17 100 män. Barn under 15 år utgör 13,0 %, vuxna 15-64 år 79 %, och äldre över 65 år 6,0 %.
Genomsnittlig årsnederbörd är 691 millimeter. Den regnigaste månaden är juli, med i genomsnitt 246 mm nederbörd, och den torraste är januari, med 5 mm nederbörd.